# 网络传真
网络传真（英語：Internet fax），又稱电子传真（e-fax）、線上傳真（online fax），是以網際網路為基礎所建立的虛擬传真机服務。
用户可以在任何地方、任何时候通过网络，如登录网站、发送电子邮件，通过电脑来收发传真，并且很方便的对失败传真进行重发，通过邮件就可以接收传真，就像拥有一部7x24小时全天候运行的便携式传真机，一部永远不会浪费纸张的传真机。目前提供有传真到传真、传真到电子邮件、群发传真、转发传真、电子邮件到传真、PC到传真等业务。

## 功能
1.发送传真：
网络传真采用三种常用方式发送传真，Client、WEB Client、Email（POP3/SMTP），同时通过与企业不同业务系统（OA、ERP、CRM 等）的集成，实现通过企业业务系统发送传真。
发送传真具有以下功能：
- 定时发送传真
- 传真群发
- 传真失败自动重发
- 自动生成传真页眉页脚并发送
- 智能排队调度
- 个性化语音提示、TTS（文本转语音）语音提示
- 支持多种文档格式：Office、PDF、图形、文本、HTML
- 电子签章

2.接收传真
网络传真可将接收到的传真自动分发到收件箱和Email信箱。传真接收人可以通过网络传真 Client，WEB Client，Email 接收和查看传真。
- 浏览传真文件
- 查看及转发传真
- 打印接收到的传真
- 接收传真短信提醒

3.支持传真标准：支持基于 T.30 传真标准的 G3 传真，包括纠错 (ECM) 和压缩标准 (MH; MR; MMR)，确保快速、可靠的传真传输，速度可达 33,600 bps (V.34)。
- V.8、V.17、V.21、V.27、V.29、V.34 调制
- T.30、T.37、T.38 协议
- ECM(Error Correction Mode)错误纠正模式
- G3(Group 3) G4、Super G3模式
- MH、MR、MMR传真压缩
- 标准、精细、超精细与完全精细分辨率
- 页面格式：ISO A4、B4、A3